# مصطفی ابویزید
مصطفی محمد احمد عثمان ابو الیزید معروف به شیخ سعید المصری (۱۷ دسامبر ۱۹۵۵ - ۲۱ مه ۲۰۱۰) از رهبران بلندرتبهٔ القاعده اهل مصر بود که تصور می‌شود در هنگام کشته‌شدن مسئول امور مالی القاعده، فرمانده عملیاتی القاعده در افغانستان و مرد شماره ۳ القاعده پس از اسامه بن لادن و ایمن الظواهری بوده‌است. مرگ وی در جریان بمباران هوایی هواپیماهای بدون سرنشین ارتش آمریکا در مناطق قبایلی پاکستان اتفاق افتاد و به تأیید مقامات امریکایی و القاعده رسید.
وی به احتمال قوی از اوایل دهه ۱۹۹۰ همکاری خود با القاعده را آغاز کرد. تصور می‌شود که او مخالف حملات ۱۱ سپتامبر بوده و معتقد بوده که القاعده به احترام ملا محمد عمر رهبر طالبان بایستی به‌جای ایالات متحده، یهودیان را هدف قرار دهد و از پاسخ آمریکا به چنین حمله‌ای هراس داشته‌است.
اقلیتی از مأموران اطلاعاتی آمریکا وی را با سعد الشریفی یکی می‌دانند.

## زندگی
گفته می‌شود وی در استان شرقی مصر به‌دنیا آمده و علوم دینی را آموخته بود. در جریان ترور انور سادات به همراه بسیاری از اسلام‌گرایان دیگر از جمله ایمن الظواهری زندانی شد. در ۱۹۸۸ یکی از اولین مصری‌هایی بود که به افغانستان آمد تا در جنگ با ارتش سرخ شوروی شرکت کردند. از زمانی که پس از ورود به افغانستان به القاعده پیوست به عنوان مسئول مالی و حسابرسی اسامه بن لادن رهبر القاعده فعالیت می‌کرد و توانست خودش را به عنوان یک بازرگان معرفی کند، در حالی که به مسائل شرعی و فقهی هم آشنایی داشت، اما هیچ علاقه‌ای به امور نظامی نداشت. در افغانستان گذرنامه‌ها و نام‌های جدیدی برای خود تهیه کرد که او را کاملاً ناشناس نگاه می‌داشت. در سال ۱۹۹۳ مسئول مالی شرکت‌های بن لادن از جمله شرکت «واد العقیق» در خارطوم پایتخت سودان بود. بر اساس تحقیقات کنگره آمریکا و بازپرس‌های آمریکایی او از پشتیبانان مالی اصلی عملیات ۱۱ سپتامبر بود. وی پایگاهی بلند و احترامی بسیار نزد گروه‌های مختلف جهادی در افغانستان داشت و می‌توانست زبان پشتو را به راحتی صحبت کند. پس از کشته‌شدن تعدادی از رهبران الفاعده در حوادث پس از ۱۱ سپتامبر تا جایگاه شخص شماره ۳ القاعده بالا آمد و در ژوئیه ۲۰۰۷ به‌عنوان فرمانده عملیاتی القاعده در افعانستان جانشین عبدالعادی العراقی شد که در همان ماه توسط نیروهای امنیتی ترکیه بازداشت و تحویل دولت آمریکا شده بود. ابویزید اولین بار در ژوئیه ۲۰۰۸ بر صفحهٔ تلویزیون ظاهر شد و در گفتگویی با نجیب احمد که از تلویزیون جیو پاکستان پخش شد، به‌شدت انتشار کاریکاتور محمد بن عبدالله را محکوم و بار دیگر مسئولیت حملات ۱۱ سپتامبر را پذیرفت.